# Vy-le-Ferroux
Vy-le-Ferroux é uma comuna francesa na região administrativa de Borgonha-Franco-Condado, no departamento de Alto Sona. Estende-se por uma área de 5,7 km². Em 2010 a comuna tinha 160 habitantes (densidade: 28,1 hab./km²).